# Одесские пляжи

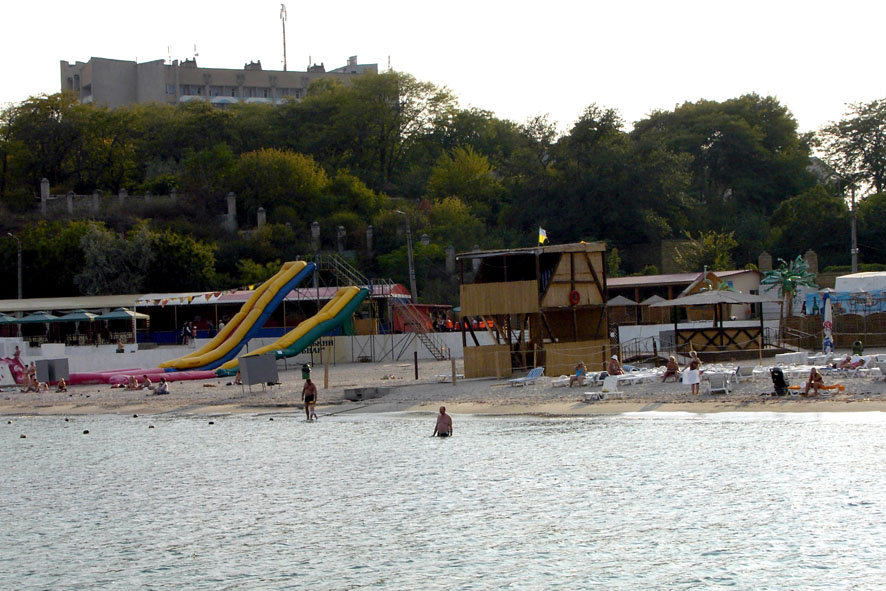
Пляж «Золотой Берег»

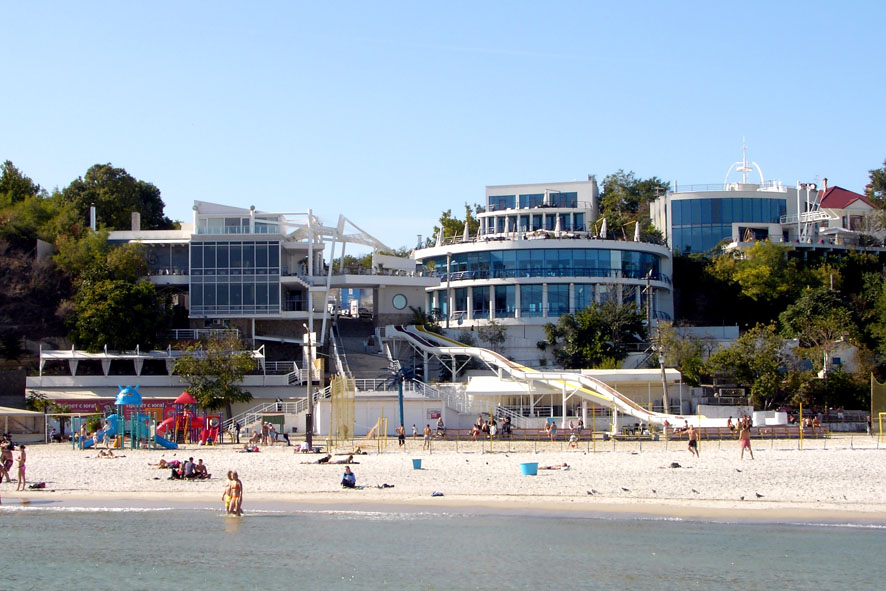
Пляж «Чайка»

Одесские пляжи — популярные места отдыха и лечения в Одессе на берегу Чёрного моря и лиманов.
Общая длина береговой линии Одессы — 30 км. Протяжённость пляжей от Черноморки до Крыжановки — около 20 км, площадь — 42,65 га, в том числе 23,7 га — искусственные пляжи, намытые в рамках борьбы с оползнями. Естественные пляжи находятся только в районах Лузановки и Черноморки. Длина берегозащитных сооружений — 13,5 км. Ежегодно шторма вымывают с пляжей до 5 % песка.

## Центральные пляжи города
Как и всякий приморский город, Одесса славится своими пляжами, их здесь много, и береговая линия от Ланжерона до Большого Фонтана представляет собой, по сути, один сплошной городской пляж. Среди приморских пляжей Одессы можно выделить следующие благоустроенные пляжи:
- «Лузановка»
- «Ланжерон»
- «Отрада»
- «Дельфин»
- «Аркадия»
- «Чайка»
- «13-я станция Большого Фонтана»
- «Золотой Берег»
- «Черноморка»
- «Продмаш»

Центр Одессы занимает плоское плато, возвышающееся над уровнем моря на несколько десятков метров и круто обрывающееся к морю с севера и востока. Главная курортная зона Одессы расположена вдоль восточного края плато на участке морского побережья длиной, примерно, 6 км. Санатории и дома отдыха находятся на верхней кромке плато, далее идут крутые склоны, частично облагороженные, а на берегу моря находятся 4 наиболее известные пляжно-курортные зоны: «Ланжерон», «Отрада», «Дельфин» и «Аркадия» — с многочисленными развлекательно-увеселительными заведениями, а также точками торговли и питания. Промежутки между ними менее благоустроены, но они также используются, как пляжи. Сами пляжи усыпаны крупной галькой, или же уложены каменными плитами и чаще всего представляют собой довольно узкую полосу, над которой нависают невысокие (метров 10) обрывы из известняковых скал. На благоустроенных пляжах, как правило, имеется песок (в основном, привезённый, либо полученный на месте с помощью специальной технологии дробления сравнительно мягкого известкового камня).

## «Дикие пляжи»
Кроме благоустроенных пляжей в Одессе немало «диких» пляжей, обычно не пустующих. На береговой полосе от Черноморки до Дачи Ковалевского, под обрывами, между скалами много укромных мест, лишённых бытовых удобств, но всё же приятных для отдыха.

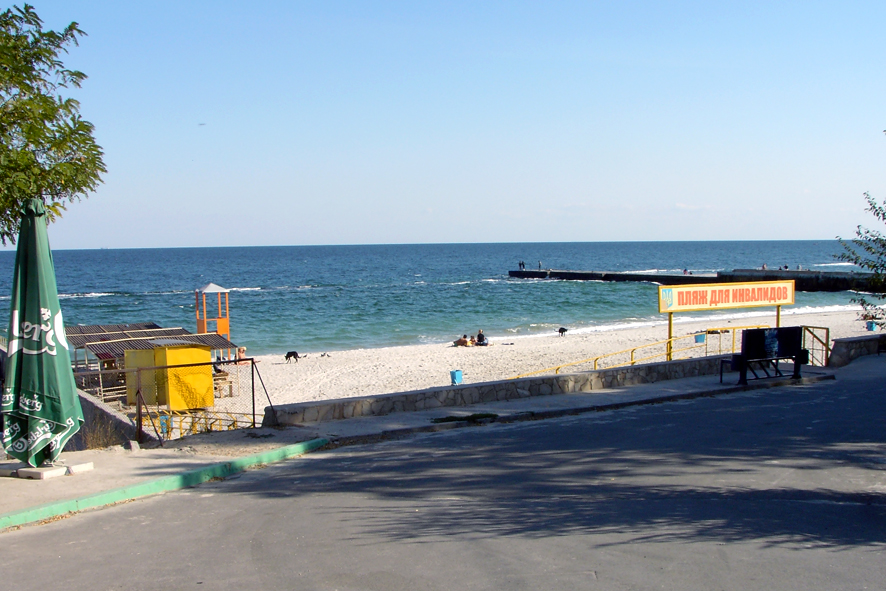
Пляж для лиц с ограниченными физическими возможностями на 11 станции Большого Фонтана

## Пляж для людей с ограниченными физическими возможностями
Администрация Киевского района города Одессы в 2007 году организовала работы по обустройству участка побережья в районе 11 станции Большого Фонтана, где был открыт специально оборудованный пляж для людей с ограниченными возможностями. На пляже построен пандус, по которому инвалиды на колясках могут спускаться к морю, установлены тенты, топчаны.

## Борьба с оползнями

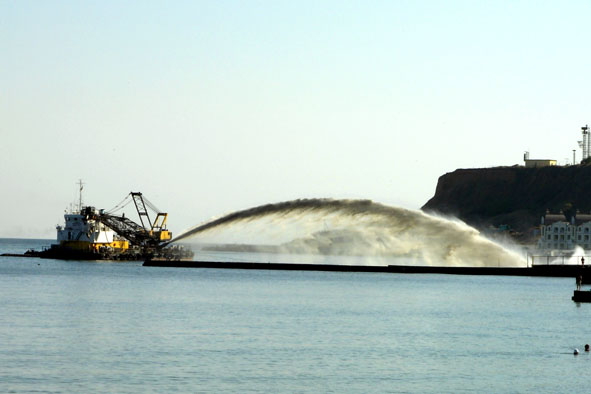
Намыв пляжей в Одессе (2007)

Более сорока лет назад лишь кое-где обрывы отступали от воды; в этих местах и располагались немногочисленные и небольшие пляжики. На них было тесно — буквально друг у друга на головах и отдыхали одесситы и приезжие «дикари». Наших деятельных предков такое положение не устраивало, но изменить они ничего не могли, хотя и пытались: обрывистые берега сравнительно молодого Одесского залива тысячелетиями подтачивало неприятное такое природное явление — оползни, связанное с особенностями геологического строения побережья. В осенне-зимний период, когда на Чёрном море свирепствуют штормы, прибой буквально подмывал значительные участки побережья, весной к этому добавлялась разрушительная работа почвенных вод. Поэтому каждую весну, на разных участках побережья, массы грунта и камня со страшным грохотом обрушивались в море. Так море наступало, год за годом «съедая» берег. За полторы сотни лет Одесса лишилась немалой части своей территории — участка длиной около 20 км и шириной около полутора. С оползнями пытались бороться, строя различные подпорные стенки, но в конце концов и стенки обрушивались в море. Борьба была бесполезной, пока не раскрыли механизм возникновения бедствия. Лишь с начала 60-х годов начались масштабные, длительные (более 20 лет) и дорогостоящие работы по всему побережью. Работали «по полной программе»: во-первых, срезали почти все обрывы — получились довольно пологие склоны, на которых посадили деревья и кустарники. Во-вторых, в межбунных отсеках произведена отсыпка песка (по расчетным параметрам пляжей, позволяющим гасить энергию морских волн) — искусственные пляжи. В-третьих, параллельно берегу, примерно в пятидесяти метрах, были установлены бетонные монолиты, образовавшие сплошной подводный волнолом. Были построены ещё и десятки небольших бетонных пирсов (бун), отражающих косой удар волны. В — четвёртых, созданы дренажные галереи, позволяющие отводить грунтовые воды. Был проведен и иной комплекс мероприятий, который современные специалисты не компетентны воспроизвести — не хватает подготовки. Теперь, прежде чем достичь берега, волна преодолевает подводный волнолом, где теряет большую часть энергии (до 40 %) и затем окончательно разрушается на пляже. Так была укрощена стихия, и возникли песчаные пляжи, на которых одновременно может разместиться около 300 тыс. человек. При искусственном пляжеобразовании учитывался фракционный состав наносов — гравий и галька могут во время шторма или разрушить берегозащиту (просто стереть или абордировать), или углубить подводный склон. Мелкозернистые наносы (менее 0,1 мм) также непригодны — они выносятся во время штормов, что мы и наблюдаем с Вами.

## Намыв одесских пляжей
Голландские специалисты из компании «Van Oord» 6 декабря 2006 года презентовали в городском совете программу восстановления и развития пляжей Одессы. Сами работы начались в конце 2007 года намывкой одесских пляжей от 16-й станции Большого Фонтана до Ланжерона.
В намывке участвовало голландское судно «Хам-316» — земснаряд, который на малом ходу засасывает песок с водой из месторождения. Трюм судна может вместить 10 тыс. тонн песка. За час набирается полный трюм, потом судно переходит на «полный ход» и в районе намыва подключается к пульпопроводу и «выдувает» песок на пляж, затем снова возвращается за песком.
Деньги на реконструкцию пляжей выделяются из городского бюджета — программой социально-экономического развития Одессы на 2007 год предусмотрено 44 млн гривен, из которых большая часть будет потрачена на покупку песка для намывки пляжей.
Работы начались 11 сентября 2007 года на пляжах в районе 16 станции Большого Фонтана. Чтобы заполнить песком береговую линию длиной в 30 метров, иностранному судну понадобилось полтора часа. Огромные помповые насосы выбрасывали в воздух тонны мокрого песка.

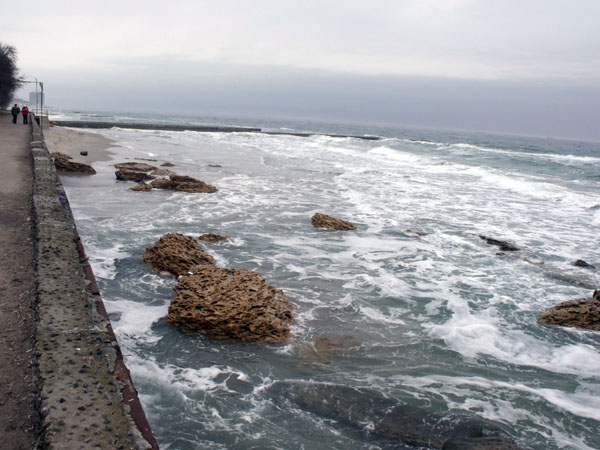
Пляж на 15 станции Большого Фонтана. Видно, как волны разбиваются о бетонную стену (февраль 2010)

## Одесские пляжи и побережье в начале 2010 года
Жестокие штормы нынешней зимы смыли песчаную кромку Южной Пальмиры более чем на 40 %. Это видно невооруженным глазом, стоит спуститься к берегу моря в районе Фонтана или Лузановки.
Причиной этого некоторые специалисты и жители города называют то, что работы по укреплению береговой линии происходят неправильно и даже — с нарушением технологии. Песок насыпали неравномерно: на некоторых пляжах города песка стало ещё меньше, а в других был произведен намыв песка до самого волнореза. В результате прибрежная донная фауна была уничтожена.
Но есть и другие мнения.

Начальник управления инженерной защиты города и развития побережья Владимир Соколов считает, что состояние пляжей вполне удовлетворительное. «Судить об этом зимой — смешить людей, — успокаивает Соколов. — Сегодня пляжа нет, а завтра море может отступить, и его станет ещё больше». По словам чиновника, берегоукрепительные работы проведут не раньше апреля, как только море немного успокоится. Впервые такие работы были проведены в Одессе в 2007 году. Кстати, тогда Чёрное море тоже сильно штормило. «Мы затратили на намыв песка в 2007-м 1 млн 100 тыс. грн., а в позапрошлом году — 500 тыс. грн.», — поделился Владимир Алексеевич. «Зимние шторма всегда забирают песок с берега. Через какое-то время часть песка вернется обратно», — подтверждает мнение чиновника декан биофака Одесского национального университета Вениамин Заморов.

## Новая набережная на 16 станции Большого Фонтана
11 мая 2011 года на 16-й станции Большого Фонтана были открыты 200 метров новой набережной. Этот участок у моря выложили гранитным камнем, поставили лавочки, фонари, поменяли все коммуникации.

Примерно в 20 миллионов гривен обошлась реконструкция прогулочной набережной в районе пляжа «Золотой берег» в районе 16-й станции Большого фонтана. Она выполнена в средиземноморском стиле. На проведение работ ушло три месяца. Профинансировала проект компания, осуществляющая строительство на одесских склонах одного из коттеджных поселков. По предварительной смете, стоимость работ должна была составить около 9 миллионов гривен. Однако выросла вдвое, так как решено было удлинить набережную, чтобы она начиналась с улицы Золотой берег. По словам архитекторов, они выдержали своё детище в едином стиле с возводящимся жилым комплексом. Помимо этого, были переложены подземные коммуникации — ливневая канализация, водопровод, электрокабели, и укреплен берег.

Теперь аллея на 16-й станции Большого фонтана представляет собой прогулочную зону с местами для отдыха, смотровыми площадками и платановой аллеей, которую дополняют малые архитектурные формы, фонтан и ночное освещение, выполненное в ретро-стиле. Облицовочные материалы — исключительно натуральные, подчеркнули архитекторы проекта.